# Route nationale 472
Die N472 war von 1933 bis 1973 eine französische Nationalstraße, die zwischen der N396 südöstlich von Louhans und Cuiseaux verlief. Ihre Länge betrug 16 Kilometer. 1978 wurde die N372A in N472 umgenummert. Diese wurde 2000 abgestuft.